# Tricolorul (ziar)
Tricolorul este un cotidian din România lansat în 1990, cu Mihai Ungheanu redactor-șef.
A apărut în doar șapte numere, iar în martie 2007 reapare, sub conducerea lui Corneliu Vadim Tudor.